# Gabriel Mar Gregorios
Gabriel Mar Gregorios (Grzegorz) – duchowny Malankarskiego Kościoła Ortodoksyjnego, od 2005 biskup Thiruvananathapuram. Sakrę otrzymał 9 lutego 2009 roku.